# بيرت ستايلز
بيرت ستايلز (بالإنجليزية: Bert Stiles)‏ هو كاتب أمريكي، ولد في 30 أغسطس 1920 في دنفر في الولايات المتحدة، وتوفي في 26 نوفمبر 1944 في هانوفر في ألمانيا.